# Prix littéraire de La Presse
Le prix littéraire de La Presse est un ancien prix littéraire québécois qui a été créé en 1974 grâce à l'initiative de Roger Lemelin, président du journal La Presse de Montréal. 
Le prix n'existe plus depuis 1981.

## Lauréats
- 1974 - Hubert Aquin et Jacques Poulin
- 1975 - André Langevin et Michèle Mailhot
- 1976 - Antonine Maillet et Viola Léger
- 1977 - Aucun lauréat
- 1978 - Jean-Yves Soucy
- 1979 - Gilles Marcotte
- 1980 - Paul-Marie Lapointe
- 1981 - Madeleine Ducrocq-Poirier